# Harku
Harku – okręg miejski w Estonii, prowincji Harju, w gminie Harku.